# Wilhelm Cuno
Wilhlem Cuno (født 2. juli 1876 i Suhl, Thüringen, død 3. januar 1933) var en tysk jurist, forretningsmand og politiker (partiløs). Han var Tysklands rigskansler i perioden 1922-1923.
Cuno var fra 1907 ansat i Tysklands skatteministerium og blev under første verdenskrig beskæftiget med organiseringen af fødevareforsyningen til den tyske hær. I november 1917 forlod han statsadministrationen og blev i stedet direktør i det tyske rederi Hapag, hvor han i november 1918 blev administrerende direktør. 
Under Weimarrepublikkens første år var han flere gange på tale som rigskansler. Da Joseph Wirths regering afgik i november 1922, overtog Cuno posten som rigskansler. Cuno blev udpeget som kansler den 22. november 1922 ved et dekret fra rigspræsident Friedrich Ebert. Cuno havde generelt ikke høje tanker om politik og politikere, og i Cunos kabinet indgik adskillige personer uden tilknytning til politiske partier. Cunos regering blev ofte omtalt som Geschäftsministerium, Regierung der Wirtschaft eller Kabinett der Persönlichkeiten. De medlemmer af regeringen, der var tilknyttet partier, var rekrutteret blandt DNVP, Zentrum og Deutsche Demokratische Partei.
Forhåbningen var, at Cuno med sin erfaring i erhvervslivet og med international erfaring ville være i stand til at opnå resultater i de vanskelige forhandlinger med de allierede om bl.a. Tysklands betaling af de enorme krigsskadeerstatninger, som Tyskland var blevet pålagt ved Versaillesfreden. Cuno var ikke i stand til at løse problemerne, og Tyskland måtte i stedet se Frankrig besætte Ruhrområdet den 11. januar 1923.
Den tyske hyperinflation nåede sin kulmination under Wilhelm Cuno.
Efter 264 dage gik han af som rigskansler. Han blev herefter atter direktør for Hapag og overtog posten som administrerende direktør i 1926. 

## Eksterne links
- Wikimedia Commons har flere filer relateret til Wilhelm Cuno